# Mama Aïsa
Mama Aïsa (Ma Aisa/Moeder Aarde) is een artistiek kunstwerk in Amsterdam-Zuidoost.
Rond 1986 had men bij de gemeente Amsterdam/Stadsdeel Zuidoost het idee dat deze nieuwe wijk wel af zou zijn. Als kers op de taart werd in het kader van het festival Blij met de Bijlmer een wedstrijd uitgeschreven voor een kunstwerk dat referentie moest hebben met de Creoolse gemeenschap in de wijk. De Oostenrijker Chaim Oren won de wedstrijd en wilde een beeld afleveren met een verwijzing naar Moeder Aarde, draagster van alle culturen op die Aarde. Kosten 10.000 gulden. Er kwam commentaar uit de wijk en het beeld werd onder invloed van een daar wonende medicijnman (omschrijving beeldhouwer) aangepast aan het Surinaamse equivalent uit de Wintireligie M’m Aisa. Er was nog wel enige discussie; men wilde eigenlijk een zwart beeld, maar daar zag de kunstenaar niets in. De kop ontbeert oren, hetgeen de kunstenaar weerlegde door te stellen dat Moeder Aarde geen oren nodig heeft om alles te regelen. Om de verbinding tussen hemel en aarde weer te geven, gaf de kunstenaar de sterrenbeelden Grote Beer en Kleine Beer weer door middel van bollen.
Mama Aïsa staat op een eilandje, met voetbrug brug 1141 met het vaste land verbonden. Het beeld is vier meter hoog en komt in de vorm van een stevig gevormde vrouw in witte japon. Op die jurk zijn de felgekleurde bollen zichtbaar, die overigens ook in het omringende veld liggen. Uit de witte jurk steekt een donkere hand die rust in haar schoot, de ander hand gaat er achter schuil. Uit de jurk steekt ook een donker hoofd, waarvan een oog open staat en het andere dicht is. Oren wilde hiermee weergeven dat Moeder Aarde wel eens een oogje dichtknijpt bij problemen en zeker niet alles doorvertelt.
Het beeld kwam in de problemen na de Bijlmerramp van 4 oktober 1992. Een aantal bewoners bleek in het beeld het kwade oog te zien; die groep wilde het beeld verbranden; die groep zag een blasfemisch afgodsbeeld. Dit werd versterkt toen bleek dat de maker een Israëli was; het neergestorte vliegtuig was van de maatschappij El Al. Het beeld overleefde de discussie ter nauwer nood. Het verbranden van het beeld was ook moeilijk gegaan; het gevaarte is grotendeels van beton en staat op een betonnen fundering.   
Het zou nog jaren duren eer de uitgebeelde verbroedering daadwerkelijk zou plaatsvinden; daartoe moesten delen van de wijk gesloopt worden. Het omringende water kreeg in de oorspronkelijke opzet de naam Grubbezee, maar kreeg in de jaren een nieuwe naam Cola-kreek, een vernoeming naar de Surinaamse Colakreek.